# Upplands runinskrifter 425
Upplands runinskrifter 425 är en vikingatida runsten som varit rest i Rosersberg, Norrsunda socken och Sigtuna kommun. Stenen var försvunnen sedan 1700-talet, men ett fragment återfanns 1996. Det fragmentet innehåller namnet "Järund" från ristningens inledning. Det återfunna fragmentet förvaras på Rosersbergs slott.

## Inskriften
Translitterering av runraden:
× iaru[ntr × auk × anuntr × litu × raisa × stain × iftiʀ × kuþmar × faþur × ... ...ta kuþan ×]
Normalisering till runsvenska:
Iarundr ok Anundr letu ræisa stæin æftiʀ Guðmar, faður ... [bon]da goðan.
Översättning till nusvenska:
Järund och Anund läto resa stenen efter Gudmar, (sin) fader ... gode make.